# Miguel de la Cueva y Enríquez de Navarra
Miguel José María de la Cueva y Enríquez de Navarra (Madrid, 1743–Arenas, 1803) fue un aristócrata y militar español titular de la casa de Alburquerque que desempeñó el cargo de capitán general de Aragón, coronel del Regimiento de Dragones de Lusitania y  capitán de las Reales Guardias de Alabarderos.

## Biografía
Nacido en Madrid en 1743, fue hijo de Pedro Miguel de la Cueva y Guzmán, XII duque de Alburquerque, XI marqués de Cuéllar y XII conde de Ledesma y de Huelma, y desde 1765, III marqués de la Mina y VI conde de Pezuela de las Torres, y de su mujer Antonia Benita Enríquez de Navarra y Dávalos, hija de los II marqueses de Peñafuente.
Sucedió a su padre en sus títulos nobiliarios, siendo XIII duque de Alburquerque, XII marqués de Cuéllar, XIII de Ledesma, XIII de Huelma, VII de Pezuela de las Torres, III marqués de la Mina, a la muerte de su tío, Jaime de Guzmán-Dávalos y Spínola y XVII conde de Siruela, sucediendo a su parienta, Isabel María Spinola Velasco de la Cueva. Además, fue teniente general de los Reales Ejércitos, capitán general de Aragón, caballero de la Orden del Toisón de Oro, caballero de la Orden de Calatrava, comendador de Víboras en ella, administrador con goce de frutos de la encomienda de Benacal en la Orden de Montesa, gran cruz de la Orden de Carlos III, coronel del Regimiento de Dragones de Lusitania, capitán de las Reales Guardias de Alabarderos y gentilhombre de cámara, con ejercicio y servidumbre de Carlos III y de Carlos IV.

## Matrimonio y descendencia
Contrajo matrimonio en Valencia en 1766 con Cayetana María de la Cerda y Cernesio Odescalchi, hija de Joaquín María de la Cerda y Téllez-Girón, de la Casa de la Laguna de Camero Viejo, y de Josefa María Cernesio y Guzmán, IV condesa de Parcent. Nacieron del matrimonio:
- José Miguel de la Cueva y de la Cerda, XIV duque de Alburquerque.[1]
- María Magdalena de la Cueva y de la Cerda, casada con Felipe Carlos Osorio y Castelví, VI conde de Cervellón.